# 狻猊
狻猊（さんげい）とは、中国の伝説上の生物である。しばしば獅子と同一視される。

## 概要
古くは『爾雅』釈獣に「狻麑」として見え、虦猫（さんびょう,トラの一種）に似て、虎豹を食うとしている。郭璞の注では獅子のこととしている。『穆天子伝』には「狻猊は五百里を走る」という。
漢訳仏典でも狻猊は獅子の別名として使われる。玄奘訳『大菩薩蔵経』（『大宝積経』菩薩蔵会）に「喬答摩（ガウタマ）種狻猊頷、無畏猶如師子王。」といい、『玄応音義』は「狻猊は獅子のことで、サンスクリットでは僧訶（シンハ）という」とする。
仏陀はしばしば獅子にたとえられるため、仏陀のすわる場所を「獅子座」と呼ぶことがある。ここから高僧の座る場所も「獅子座」あるいは「猊座」といい、「猊座の下（もと）」という意味で、高僧の尊称や、高僧に送る手紙の脇付けは「猊下」となった。
銅鏡、各神獣鏡の意匠、特に唐の時代に作られた「海獣葡萄鏡」に多数見受けられる瑞獣を海獣または狻猊と呼ぶことがある。なお、海獣とは砂漠の向こうに住む「海外の獣」という意味であるという。
明代には竜が生んだ九匹の子である竜生九子（りゅうせいきゅうし）の一匹とされた。楊慎『升庵外集』や李東陽『懐麓堂集』などに登場する。『升庵外集』によれば、獅子に似た姿で煙や火を好み、故に香炉の脚の意匠にされるという。
なお、小説『水滸伝』の登場人物である鄧飛の渾名は「火眼狻猊」（かがんさんげい）といい「赤い目をした獅子」という意味である。